# Елепайо оагуайський
Елепайо оагуайський (Chasiempis ibidis) — вид горобцеподібних птахів родини монархових (Monarchidae). Ендемік Гаваїв. До 2010 року вважався конспецифічним з кауайськими і гавайськими елепайо.

## Опис
Довжина птаха становить 14 см. Верхня частина тіла рудувато-коричнева, голова більш руда. Крила темні, на крилах дві світлі рудуваті смуги. Нижня частина тіла біла, поцяткована темними смугами, боки білі.

## Поширення і екологія
Оагуайські елепайо є ендеміками острова Оаху. Вони живуть у помірно вологих тропічних лісах Гаваїв, віддають перевагу мішаним лісам з високими кронами і густим підліском. Зустрічаються переважно на висоті від 200 до 800 м над рівнем моря. Живляться комахами та іншими дрібними безхребетними.

## Збереження
МСОП класифікує цей вид як такий, що перебуває під загрозою зникнення. За оцінками дослідників, популяція оагуайських елепайо становить приблизно 1260 дорослих птахів. Їм загрожує знищення природного середовища, хвороби і хижацтво з боку інтродукованих видів тварин.